# Luiz Antônio Lopes Ricci

Wappen von Luiz Antônio Lopes Ricci als Bischof von Nova Friburgo

Luiz Antônio Lopes Ricci (* 16. Mai 1966 in Bauru) ist ein brasilianischer Geistlicher und römisch-katholischer Bischof von Itapetininga.

## Leben
Luiz Antônio Lopes Ricci studierte am Provinzseminar und am Theologischen Institut Rainha dos Apóstolos in Marília. Am 10. Juli 1997 empfing er das Sakrament der Priesterweihe für das Bistum Bauru. Nach weiteren Studien an der Päpstlichen Akademie Alfonsiana in Rom von 1997 bis 1999 und erneut von 2004 bis erwarb er zunächst das Lizenziat in Moraltheologie und wurde in diesem Fach zum Dr. theol. promoviert.
Er war Subregens und anschließend Regens des Provinzseminars in Marília. Er war Professor und seit 2016 Direktor der theologischen Fakultät João Paulo II der Kirchenprovinz Botucatu mit Sitz in Marília. Im Bistum Bauru war er unter anderem geistlicher Assistent für die Ehevorbereitung, koordinierte die Seelsorge auf Diözesanebene, war zeitweise Generalvikar und gehörte dem Priesterrat und dem Konsultorenkollegium an. Seit 2008 war er zudem Pfarrer der Pfarrei São Cristóvão in Bauru.
Am 10. Mai 2017 ernannte ihn Papst Franziskus zum Titularbischof von Tyndaris und zum Weihbischof in Niterói. Die Bischofsweihe spendete ihm der Bischof von Bauru, Caetano Ferrari OFM, am 16. Juli desselben Jahres. Mitkonsekratoren waren der Bischof von Campo Limpo, Luiz Antônio Guedes, und der Erzbischof von Niterói, José Francisco Rezende Dias.
Am 6. Mai 2020 ernannte ihn Papst Franziskus zum Bischof von Nova Friburgo. Die Amtseinführung erfolgte am 4. Juli desselben Jahres.
Am 25. Februar 2025 ernannte ihn Papst Franziskus zum Bischof von Itapetininga. Die Amtseinführung fand am 24. April desselben Jahres statt.